# Petrarca Rugby 2011-2012

## Competizioni

### Competizioni nazionali
- Eccellenza 2011-2012

### Coppe europee
- European Challenge Cup 2011-2012